# Карнавал у Сан-Паулу

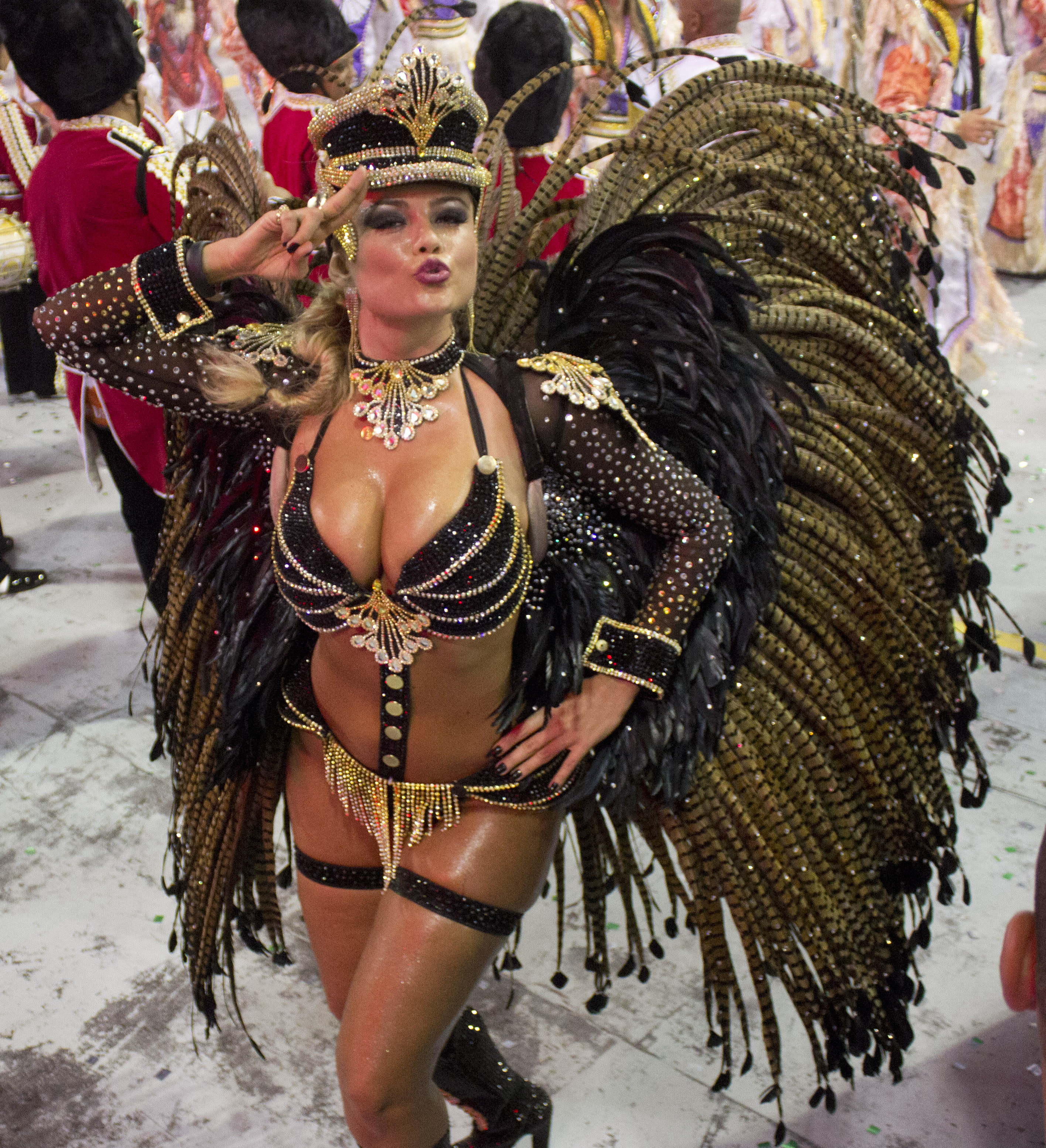
Еллен Роше. 2013

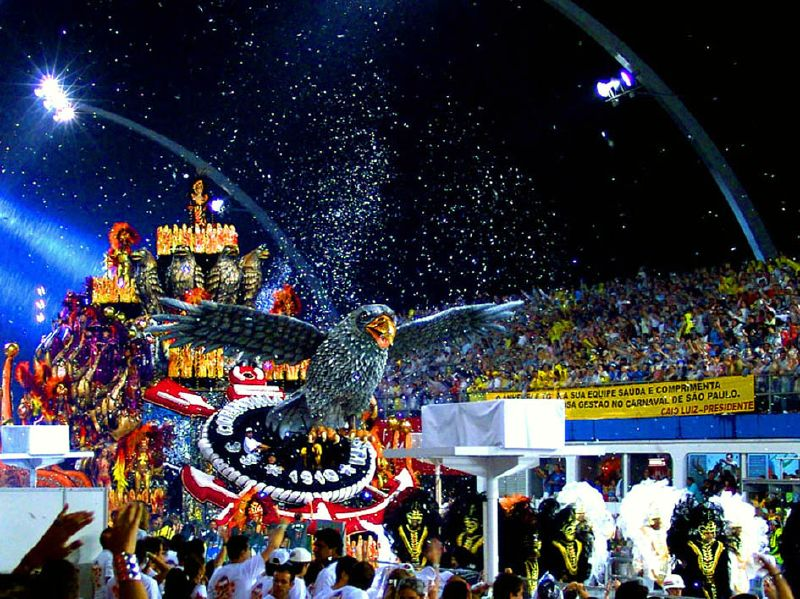
2005

Карнавал у Сан-Паулу (порт. Carnaval de São Paulo) — карнавал, що проводиться у місті Сан-Паулу в однойменному бразильському штаті. Він складається з параду шкіл самби на самбодромі Анхембі, балів у клубах та вуличних кварталах. В даний час він вважається однією з найбільших і найпопулярніших подій у Бразилії.
Карнавал не проводився у 1915-1918, 1940-1945 та 2021.

## Історія
Карнавал виник у 15 столітті як гра, в якій люди обливали один одного водою та іншими рідинами.
Починаючи з карнавалу 2019, Rede Globo показував лише кількість карнавалів у Сан-Паулу для штату Сан-Паулу, на додаток до двох парадів, проведених самим Rede Globo; однак для решти Бразилії (і всього світу) компакт не відображається, крім того, що він не відображається через Rede Globo, розрахунок відображається тільки для Бразилії та світу: Globoplay, G1, таким чином зробивши висновок, що карнавал у Сан-Паулу буде менш важливим у порівнянні з карнавалом у Ріо-де-Жанейро, оскільки Rede Globo показує Ріо-де-Жанейро з розрахунком на всю Бразилію, а Mundo — з підрахунком особливої групи Ріо-де-Жанейро, як у Rede Globo, як у G1 та Globoplay.